# Негрівська сільська рада
| Негрівська сільська рада — колишній орган місцевого самоврядування у Іршавському районі Закарпатської області з адміністративним центром у с. Негрово. Розташована на південно-західних схилах гірського пасма «Гат». Сільській раді підпорядковані населені пункти: - с. Негрово Рада складається з 16 депутатів та голови. |

## Керівний склад сільської ради
| ПІБ                        | Основні відомості                                                             | Дата обрання | Дата звільнення |
| -------------------------- | ----------------------------------------------------------------------------- | ------------ | --------------- |
| Данканич Василь Михайлович | Сільський голова, 1950 року народження, освіта, безпартійний                  | 26.03.2006   | 31.10.2010      |
| Данканич Василь Михайлович | Сільський голова, 1950 року народження, освіта середня загальна, безпартійний | 31.10.2010   |                 |

Примітка: таблиця складена за даними джерела

## Історичні пам'ятки
Поряд із селом відомим археологом Закарпаття С. І. Пеняком був знайдений бронзовий скарб (мечі, кинджалі, сокири) 3 тисячоліття до н. е.

## Природні багатства
В надрах с. Негрово на глибині 200 м знаходиться кам'яна сіль. Розвідано промислове родовище природного газу.

## Населення
За переписом населення України 2001 року в сільській раді мешкало 1116 осіб.

### Мова
Розподіл населення за рідною мовою за даними перепису 2001 року:
| Мова       | Відсоток |
| ---------- | -------- |
| українська | 99,73 %  |
| російська  | 0,27 %   |